# Хевронское нагорье
Хевронское нагорье, или гора Хеврон (араб. جبل الخليل‎, ивр. הר חברון‎) — горный хребет, географическая область и геологическое образование, составляющее южную часть Иудейских гор. Хевронские холмы расположены на юге Западного берега.
В период железного века Хевронское нагорье было частью Иудейского царства, которое подверглось принудительному изгнанию после завоевания вавилонянами. Впоследствии, в эллинистический период, мигрировавшее в этот район эдомитянское население стало доминирующим, в результате чего его стали называть Идумеей. Позднее идумеи обратились в иудаизм и ассимилировались с еврейским населением. Несмотря на то, что многие поселения были разрушены или заброшены из-за жестокого подавления восстания Бар-Кохвы, еврейское присутствие в этом районе сохранялось.
В позднеримский и византийский периоды Хевронское нагорье было разделено демографически на христианскую северную часть и смешанную иудейско-христианскую южную часть. В этом регионе было обнаружено несколько синагог этого периода. После мусульманского завоевания Леванта еврейское население в этом районе сократилось, и мусульмане стали доминировать.
В период Османской империи гора Хеврон служила перевалочным пунктом для фермеров и пастухов, в основном из пустынь Аравии и Трансиордании, которые мигрировали из-за сильных засух. Между XVII и XIX веками на горе Хеврон происходили широкомасштабные стычки между соперничающими семьями и бедуинами, что привело к миграции и разрушению многих деревень.

## География
Самая высокая вершина хребта находится в палестинском городе Хальхуль, на плоскогорье, на высоте 1026 метров. Это - наивысшая точка всей Палестины.

## История

### Железный век
Книга Иисуса Навина упоминает Маон, Кармель, Адору и Ютту среди прочих мест как часть территории Колена Иуды. Совиременные арабские названия Маин, аль-Кармиль, Дура и Ятта соответственно сохраняют древние названия.

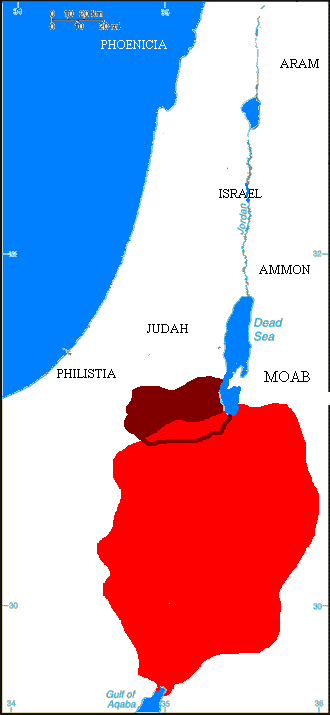
Эдом и Идумея

По мере того, как набатеи продвигались на север, идумеи были изгнаны из старого Эдома к югу от Мертвого моря и в южные холмы Хеврона между южной частью Мертвого моря и Средиземным морем, основав новый Эдом или Идумею.

### Эллинистический период
В эллинистический период идумеи стали доминирующим населением южных Хевронского нагорья. При Птолемеях эта территория была отдельной административной единицей, известной как Идумея, названной в честь её жителей. Мариса стала его административным центром, а Зиф и Адораим имели второстепенное значение.
Эллинистическое правление принесло в Идумею греческую и финикийскую культуру, а распространенность обрезания среди мужчин демонстрирует растущую близость к иудаизму.
В 113—112 годах до нашей эры этот регион был захвачен Иоанном Гирканом, который обратил идумеев в иудаизм и включил Идумею в состав Хасмонейского царства.

### Римский период
Регион участвовал в восстании Бар-Кохбы против Римской империи (132—135 годы н. э.). В результате восстания многие поселения в этом районе были разрушены или заброшены, а некоторые из жители мигрировали в Галилею. Хотя многие районы в Иудее обезлюдели после восстания и впоследствии заселены лояльными римлянам иностранцами, на юге Хевронских гор сохранялось еврейское присутствие. В своей «Географии», написанной около 150 г. н. э., Клавдий Птолемей описывает Идумею как пустынную местность, в отличие от относительной плотности остальной части страны к северу от Идумеи до Галилеи.

### Позднеримский и византийский период
В позднеримский и византийский периоды Хевронское нагорье было демографически разделено на два отдельных субрегиона:
- в северной части — христианские поселения, основаные на развалинах ранее разрушенных еврейских деревень.
- в южной части — еврейские и христианскими общины[8].

Есть свидетельства того, что в этот период этот регион также населяли язычники и иудеохристиане.
В этот период юг нагорья Хеврона был известен как Даром или Дарома (на иврите и арамейском языке «юг»). Этот термин появляется в раввинской литературе и в «Ономастиконе» Евсевия. В своем «Ономастиконе» Евсевий упоминает семь еврейских поселений, существовавших в его время на южных холмах Хеврона: Ютта, Кармель, Эштемоа, Риммон, Теле, Нижний Аним и Эйн-Геди. Археологические находки подтверждают существование еврейских и христианских поселений в Ятте, аль-Кармиле, Ас-Саму, Зифе, Маоне, Кфар-Азизе, Итоне, Гомере, Кишоре, Теле, Римоне и Аристоболии. Еврейские поселения обычно строились вокруг синагоги.
Еврейское население юга Хевронского нагорья, судя по всему, состояло из потомков еврейских жителей, оставшихся в этом районе после восстания Бар-Кохбы, а также присоединившихся к ним еврейских жителей Галилеи. Этот приток мог произойти во времена Иуды ха-Наси, который поддерживал хорошие отношения с римскими властями.
На юге нагорья археологами обнаружены четыре синагоги талмудического периода: Эштемоа, Сусия, Маон и Аним. Эти синагоги имеют общие архитектурные особенности, которые отличают их от других синагог, найденных в Эрец-Исраэль. Синагога Эштемоа была раскопана в середине 1930-х годов и первоначально считалась архитектурно уникальной, классифицируясь как «переходная» между «ранними» и «поздними» синагогами. Более поздние раскопки синагоги Сусия выявили значительное сходство между ними, что побудило ученых классифицировать синагоги этого района как отдельную архитектурную группу. В период с 1987 по 1990 год раскопки в синагогах Маон и Аним выявили как сходства, так и различия по сравнению с синагогами в Эштемоа и Сусии.

### Ранний исламский период
После мусульманского завоевания Леванта еврейское население на юге Хевронских хогор постепенно сменилось мусульманами. В ранний исламский период синагоги Суси и Эштемоа были переделаны в мечети.

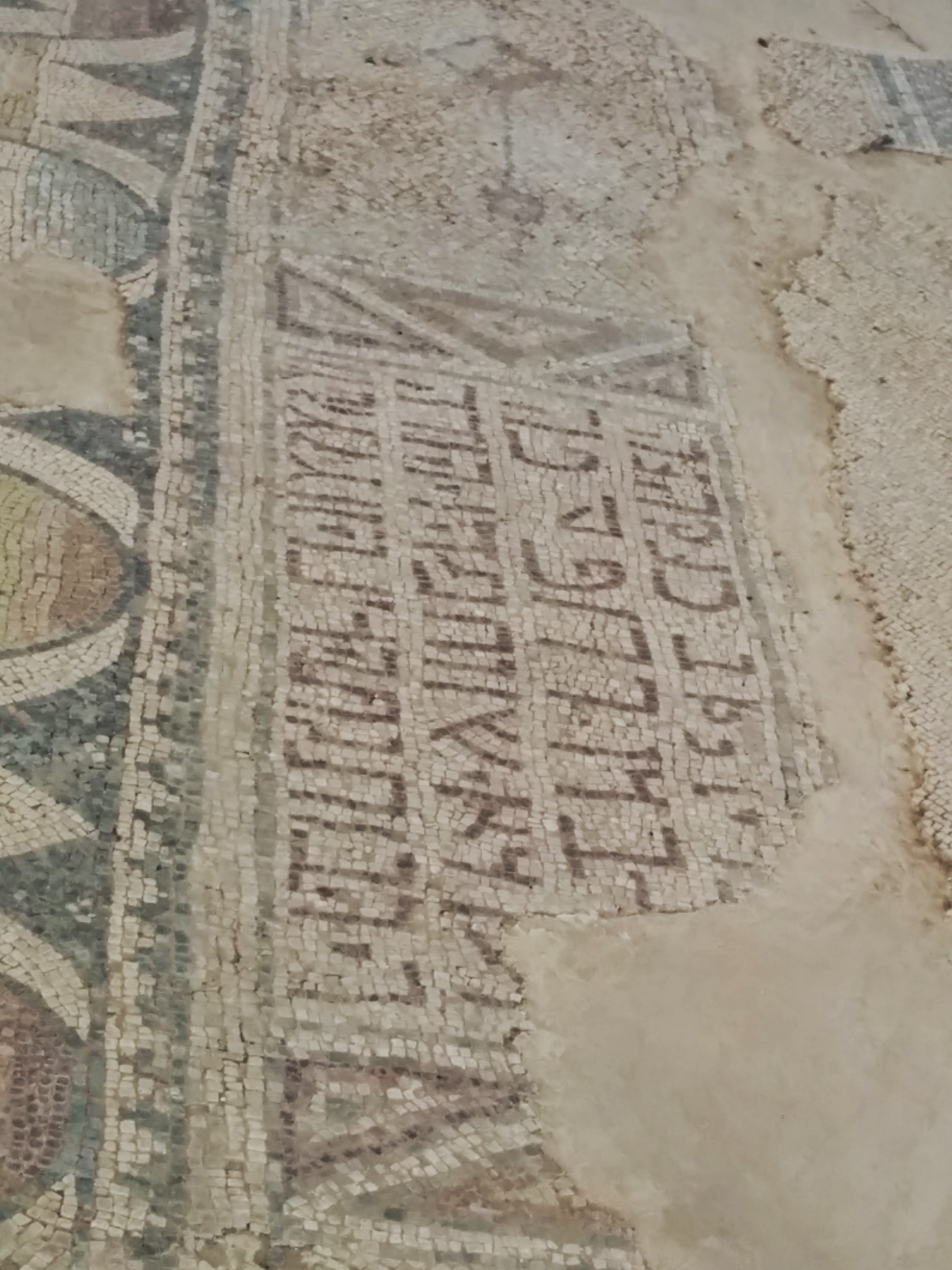
Мозаичный пол синагоги Маон

### Период крестоносцев
Во время крестовых походов, во времена Иерусалимского королевства, все Хевронские холмы попали под власть сеньории Святого Авраама.

### Османский период
В XVI веке гора Хеврон попала под власть Османской империи. Находки показывают, что в XVII и XVIII веках гора Хеврон была свидетелем широко распространенного насилия, которое привело к значительным миграциям и изменениям гегемонии. В отчетах путешественников конца XVII — началa XIX века зафиксировано насилие в районе Хеврона, особенно на его северной окраине, где конфликты между районами Хеврона и Вифлеема привели к разрушению многих деревень. Ограниченная информация о южной части горы Хеврон предполагает обычную практику проводить часть года в подземных пещерах.
До того, как Мухаммед Али из Египта взял под свой контроль Левант (1831—1840), и в последующие два десятилетия этот регион находился в постоянном нестабильном состоянии. Борьба за контроль над горой Хеврон между соперничающими группировками в Дуре привела к ожесточенному конфликту, вовлекшему близлежащие бедуинские племена и побудившему местных жителей переселиться в пещерные жилища.
В XIX веке были случаи, когда крестьяне из Трансиордании переезжали в Хеврон из-за длительной засухи в своих родных районах. Эта миграция предоставила рабочую силу для коммерческого выращивания зерна в районе Байт-Джибрин, недалеко от западного Хеврона.
И феллахи, и бедуины полагались на свой скот как на форму «страховки» во время засухи, что побуждало их мигрировать после дождей и вести кочевой образ жизни не только на холмах Хеврона, но и в других частях Палестины. Это явление было особенно распространено в Ятте и Ас-Саму, где часто бывали засухи. Иногда это длительное кочевничество приводило к постоянной миграции в более удобные места. В результате сельские общины с Хевронских холмов возникли в таких регионах, как Наблус и Дотан на севере Западного берега, а также в Вади-Ара и на холмах Менаше.

### После 1967 года
Несколько районов, где проживают традиционные палестинские пастушеские общины, были объявлены закрытыми военными зонами, что привело к перемещению многих семей. На этой территории было создано несколько израильских поселений. Израильская военная администрация считает этот район высокоприоритетным для обеспечения выполнения указов о сносе палестинских жилищ,

## Население
Предполагается, что несколько палестинских мусульманских кланов, проживающих на Хевронских холмах, имеют еврейское происхождение или заявляют о нём. Семья Махамра, проживающая в Ятте, ведет свою родословную от еврейского племени Хайбар. У них сохранились различные обычаи, напоминающие еврейские. Считается, что в Хальхуле клан Савара и семья Шатрит также имеют еврейское происхождение. Традиции еврейского происхождения также отмечены в Дуре и Бейт-Уммаре.
Палестинский антрополог Али Клейбо отметил, что жители Ас-Саму и Ятты идентифицируют себя как Кайси, чистые арабы из Хиджаза, чьи генеалогические записи восходят к Аравийской пустыне. Однако на южных холмах Хеврона преобладающий генетический состав включает аллели светлых волос, светлой кожи и голубых глаз, что, по его словам, можно отнести к крестоносцам или кросскузенному браку. Клейбо показалось любопытным, что генетические характеристики населения Бейт-Уммара, считающего себя потомками принца-крестоносца, принявшего ислам более семи веков назад, преимущественно демонстрируют типичные арабские черты, включая белую кожу и угольно-черные волосы.

## Флора и фауна
Хевронское нагорье образует южную и восточную границу средиземноморской растительности в регионе Палестины.
Исследование, проведенное Управлением природы и парков Израиля в 2012 году, выявило в регионе 54 редких вида растений, более половины из которых произрастают на возделываемых полях. К ним относятся Boissieraquarrosa, Легусия гибридная, и Reseda globulosa, редкий вид резеды.
Этот регион известен своими виноградниками ещё с библейских времен. Палестинцы и израильтяне (по обе стороны «зеленой линии») продолжают выращивать виноград в этом регионе.